# Йохан Франц фон Фюнфкирхен
Йохан Франц фон Фюнфкирхен (на немски: Johann Franz Graf von Fünfkirchen; * 17 август 1709; † 7 август 1782) е граф от род Фюнфкирхен в Долна Австрия и в Чехия.

## Произход
Той е вторият син на граф Йохан Леополд Ернст фон Фюнфкирхен (1665 – 1730) и съпругата му графиня Мария Естер Анна Паар († 1725), дъщеря на Карл Франц Паар († 1661/73/78), имперски граф (от 1636), граф на Бохемия (от 14 февруари 1654), палатине, и Франтишка Поликсена зе Швамберка († 1704). Брат е на Йохан Адам фон Фюнфкирхен (1696 – 1748), от 1738 г. главен комисар на Вайнфиртел, женен 1719 г. за графиня Мария Ернестина Залм-Райфершайт-Бедбург (1693 – 1730).
- Дворец Фюнфкирхен, резиденция на фамилията от 1603 до 1970
- Дворец Фюнфкирхен или дворец Щайнебрун ок. 1925
- Дворец Хлумец в Чехия

## Фамилия
Първи брак: на 4 ноември 1730 г. в Раденин с графиня Катарина Антония Десфурс (* 30 април 1710, Прага; † 25 февруари 1751, Виена), дъщеря на граф Фердинанд Магнус Игнац Арнощ Антонин Десфурс (1677 – 1753) и фрайин Мария Терезия фон Шпорк (1683 – 1743), наследничка на Раденин. Te имат двама сина и дъщеря:
- Мария Антония (* 1734; †30 ноември 1761), омъжена I. 1753 г. за граф Йохан Антон ИИ вфн Кюфщайн (* 3 ноември 1727; † 8 октомври 1757, Личау), II. януари 1759 г. за фрайхер Йохан Вилхелм Диллер фон Алтен
- Йохан Фердинанд фон Фюнфкирхен (* 28 юни 1741; † 7 февруари 1789, Бърно), женен на 25 януари 1775 г. в Бърно за графиня Мария Геновева дела Ровере де Монте л'Абате (* 28 август 1741; † 9 декември 1810, Виена); имат син и дъщеря
- Йохан Франц де Паула фон Фюнфкирхен цу Хлумец (* 16 ноември 1745; † 26 май 1807), женен на 23 февруари 1783 г. за графиня Мария Йозефина Хорински з Ледске (* 15 март 1764; † 16 април 1844); имат 9 деца

Втори брак: на 10 септември 1755 г. с Мария Анна Тирзовска з Айнзидле (* 27 февруари 1704; † 11 октомври 1772). Бракът е бездетен.